# Burhinus capensis

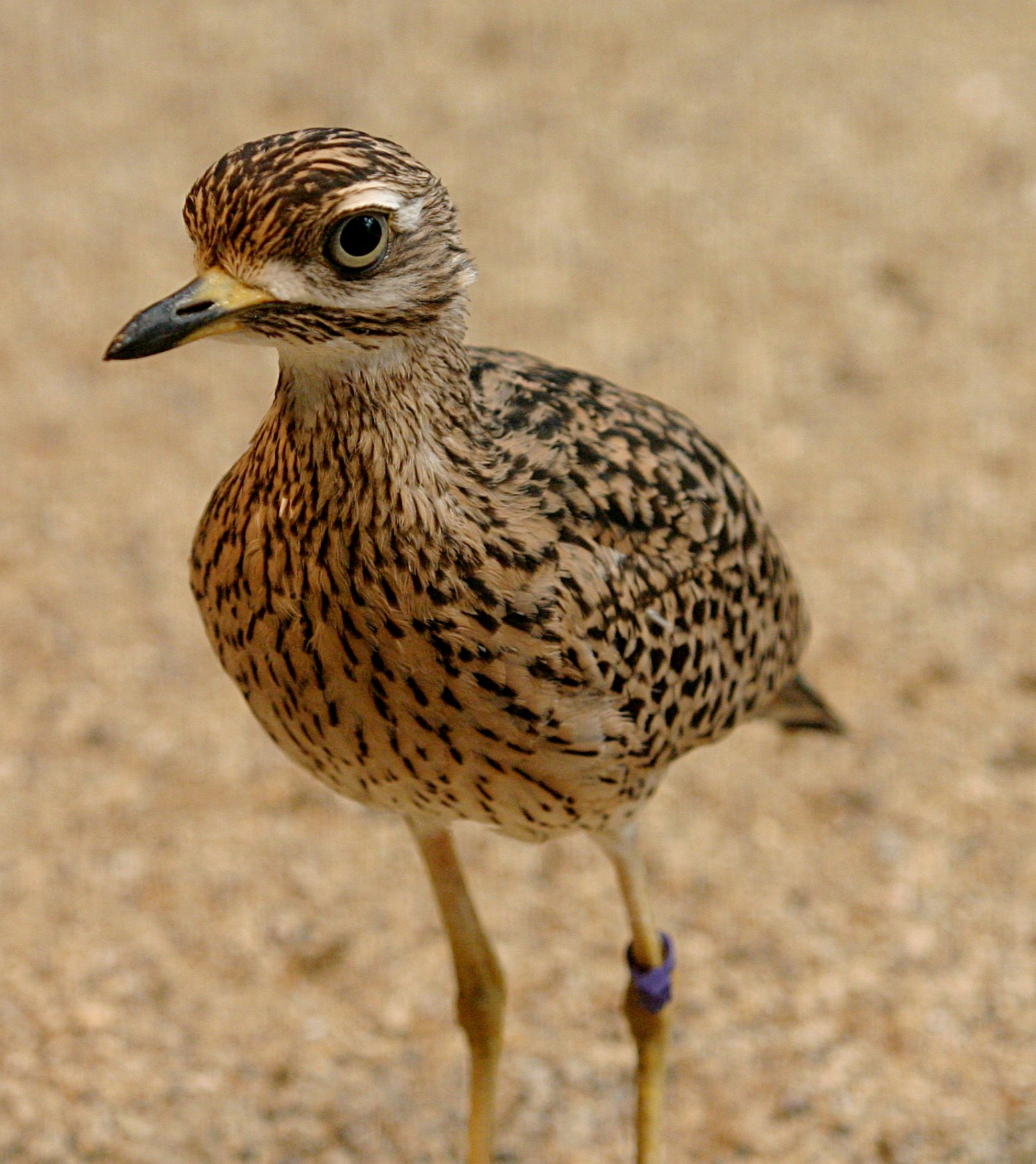
Allo zoo di Milwaukee

L'occhione del Capo (Burhinus capensis, Lichtenstein 1823), è un uccello della famiglia dei Burhinidae.

## Sistematica
L'occhione ha cinque sottospecie :
- Burhinus capensis capensis
- Burhinus capensis damarensis
- Burhinus capensis dodsoni
  - Burhinus capensis ehrenbergi sottospecie di B. c. dodsoni
- Burhinus capensis maculosus
  - Burhinus capensis affinis sottospecie di B. c. maculosus

## Distribuzione e habitat
Questo uccello vive in Africa, dalla Mauritania e il Sudan, fino al Sudafrica (escluse le isole). È presente anche in Oman, Yemen, Emirati Arabi Uniti e Arabia Saudita. È di passo in Ruanda e Gambia.